# Rongen

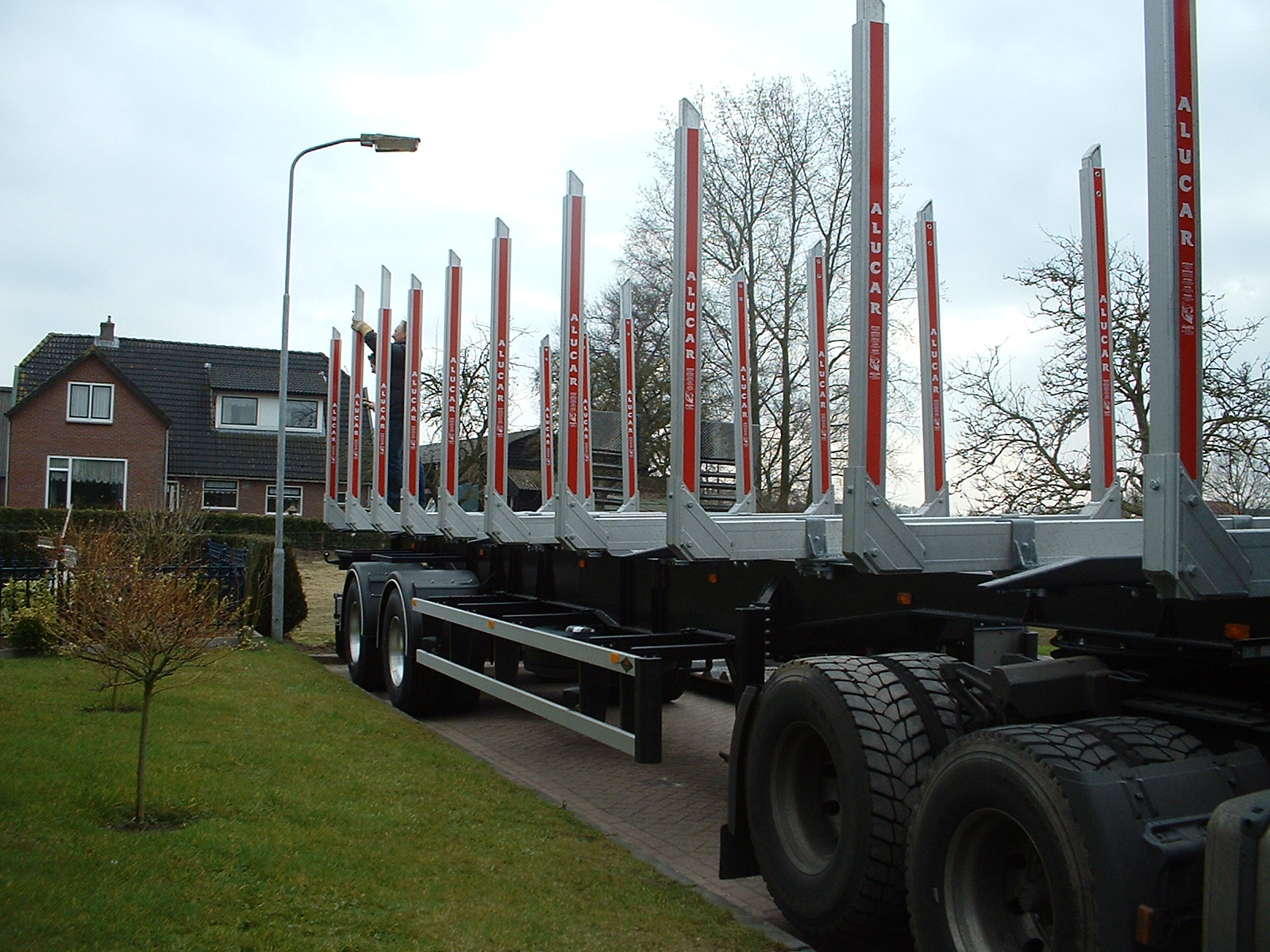
Rongen van een houttrailer

Rongen zijn verticale balken aan de zijkanten van een platte open goederenwagon, vrachtwagen of oplegger. De rongen dienen als bevestiging en opsluiting van de lading, maar kunnen afgenomen of weggeklapt worden voor laden en lossen. Ze worden toegepast waar platte wagons met klapbare (lage) zijschotten minder geschikt zijn voor de ladingsvorm, zoals buizen, staalplaten, balken en rondhout. Oorspronkelijk werden rongen gebruikt bij hooiwagens in de oogsttijd.